# Afranthidium tergoangulatum
Afranthidium tergoangulatum är en biart som beskrevs av Pasteels 1984. Afranthidium tergoangulatum ingår i släktet Afranthidium och familjen buksamlarbin. Inga underarter finns listade i Catalogue of Life.